# Magnus Egilsson
Magnus Egilsson (Tórshavn, 19 marzo 1994) è un calciatore faroese, difensore del B36 Tórshavn.

## Palmarès

### Club

#### Competizioni nazionali
- Campionato faroese di calcio: 2

B36 Tórshavn: 2013,  2018